# تیم ملی فوتبال زنان فرانسه
تیم ملی فوتبال زنان فرانسه تحت نظر فدراسیون فوتبال فرانسه، و زیرنظر یوفا است. این تیم تاکنون در تورنمنت‌های مختلف جهانی از قبیل جام جهانی فوتبال زنان، جام یوفا زنان، المپیک تابستانی و جام آلگاروه شرکت کرده‌است.

سونیا بمپستر هافبک ۳۰ ساله تیم ملی فرانسه